# Zapotal, Atzalan
Zapotal är en ort i Mexiko.   Den ligger i kommunen Atzalan och delstaten Veracruz, i den sydöstra delen av landet, 210 km öster om huvudstaden Mexico City. Zapotal ligger 381 meter över havet och antalet invånare är 316.
Terrängen runt Zapotal är huvudsakligen kuperad, men norrut är den platt. Runt Zapotal är det ganska tätbefolkat, med 100 invånare per kvadratkilometer. Närmaste större samhälle är Tlapacoyan, 3,8 km väster om Zapotal. I omgivningarna runt Zapotal växer huvudsakligen savannskog.